# Bâtiment du vieil hôpital de Svilajnac
Le bâtiment du vieil hôpital de Svilajnac (en serbe cyrillique : Зграда Старе болнице у Свилајнцу ; en serbe latin : Zgrada Stare bolnice u Svilajncu) se trouve à Svilajnac, dans le district de Pomoravlje, en Serbie. Il est inscrit sur la liste des monuments culturels protégés de la république de Serbie (identifiant no SK 1685),,.